# 구스타브 홀스트
구스타브 시어도어 홀스트(영어: Gustav Theodore Holst, 1874년 9월 21일 ~ 1934년 5월 25일)는 영국의 작곡가이다.

## 생애
잉글랜드 첼트넘에서 태어나 런던의 왕립음악대학(RCM)을 졸업했다. 대표 작품으로는 1916년에 완성된 《행성 모음곡》을 들 수 있지만, 두 개의 《군악대용 모음곡》과 같이 관악단의 중요한 연주곡목인 곡들도 남겼다. 그는 초기 작품은 리하르트 바그너와 리하르트 슈트라우스의 영향을 많이 받았다.
많은 작곡가들처럼 그도 악기를 연주했는데, 트롬본 주자였다. 그는 피아니스트가 되고자 했으나 오른팔에 신경염이 있어 민첩하게 움직일 수 없었기 때문에 피아노 연주를 할 수는 없었다.
1933년에 위장에 문제가 생겨서 1934년 5월 25일 런던에서 수술을 받았지만 합병증으로 사망했다. 그의 딸 이모겐 홀스트도 작곡가이자 지휘자이다.

## 주요 작품

### 오페라
- 시타 작품번호 23(1899~1906)
- 사비트리 작품번호 25(1908)
- 완벽한 바보 작품번호 39(1918~22)
- 멧돼지의 머리에서 작품번호 42(1924)
- 방황하는 학자 작품번호 50(1929~30)

### 발레
- 황금 거위 작품번호 45의 1(1926)
- 한 해의 아침 작품번호 45의 2(1926~27)

### 영화음악
- 종(1931)

### 교향곡
- 교향곡 바장조 '코츠월드'(1899~1900)
- 합창 교향곡 작품번호 41(1923~24)

### 관현악곡
- 서머싯 광시곡 작품번호 21의 2(1906, 7)
- 베니 모라 작품번호 29의 1(1909~10)
- 행성 작품번호 32(1914~16)
- 일본 모음곡 작품번호 33(1915)
- 푸가풍 서곡 작품번호 40의 1(1922)
- 이그던 황야 작품번호 47(1927)

### 현악 합주
- 성 바울 모음곡 작품번호 29의 2(1912~13)

### 관악 합주
- 첫 번째 모음곡 내림 마장조 작품번호 28의 1(1909)
- 두 번째 모음곡 바장조 작품번호 28의 2(1911)
- 해머스미스 작품번호 52(1930)

### 협주곡
- 바이올린 협주곡 '밤의 노래' 작품번호 19의 1(1905)
- 첼로 협주곡 '기도' 작품번호 19의 2(1911)
- 푸가풍 협주곡 작품번호 40의 2[플루트&오보에(또는 두 대의 바이올린)와 현악 합주](1923)
- 이중 협주곡(2대의 바이올린) 작품번호 49(1929)
- 서정 악장(비올라)(1933)

### 실내악
- 현악 3중주 사단조(1894)
- 5중주(피아노, 오보에, 클라리넷, 바순, 호른) 작품번호 3(1896)
- 목관 5중주 내림 가장조 작품번호 14(1903)
- 환상 4중주(현악 4중주) 작품번호 36(1916)
- 플루트·오보에·비올라의 3중주(1925)

### 피아노
- 토카타(1924)
- 2개의 소품(1930~32)

### 가곡
- 4개의 노래 작품번호 4(1896~98)
- 6개의 노래 작품번호 15(1902~3)
- 6개의 노래 작품번호 16(1903~4)
- 12개의 노래 작품번호 48(1929)

### 합창
- 합창 찬가(리그베다에서 발췌) 작품번호 26(1908,9,10,12)
- 죽음의 송가 작품번호 38(1919)
- 7부의 노래 작품번호 44(1925~26)
- 합창 환상곡 작품번호 51(1930)
- 6개의 합창 작품번호 53(1931~32)
- 찬가 '내 조국이여, 나 그대에게 맹세하노라'